# Zajączkowo (powiat elbląski)
Zajączkowo – wieś w Polsce położona w województwie warmińsko-mazurskim, w powiecie elbląskim, w gminie Milejewo na Wysoczyźnie Elbląskiej przy drodze wojewódzkiej nr 504.
W latach 1975–1998 miejscowość administracyjnie należała do województwa elbląskiego.